# Тростянка (Саратовская область)
Тростянка — село в Балашовском районе Саратовской области

## История
Название села происходит от речки Тростянки. По В. И. Далю «тростянка» — это ничто иное, как речка поросшая тростником. Тростник и в наше время в изобилии растет по берегам реки.
Заселение окрестностей села Тростянка происходит в глубокой древности. Известны находки палеолитических орудий на окраине села, возраст которых достигает 12 тыс. лет. Правда, пока это единичные находки, не позволяющие однозначно подтвердить эти факты.
Присутствие оседлого населения обнаружено в бронзовый век. В окрестностях села обнаружены поселения срубной культуры. Материалы поселений датируются XV—XIV вв. до н. э. В верхних слоях поселений, кроме того, обнаружена золотоордынская керамика (XIII—XIV вв. н. э.) Также известны погребальные памятники катакомбной, срубной культур и кимирийцев.
Появление постоянного русского населения относится только к XVIII в. По мнению московского краеведа Еремина, с. Тростянка, вероятно, основано в 1740 году. По данным 2 ревизии, проходившей в 1745-47 гг. в селе Тростянка уже насчитывалось 121 душа мужского пола. В конце XVIII века в селе появились многочисленные поселенцы из Рязанской губернии. Еще в 18 веке в селе Тростянка существовала церковь. В 1802 г. была построена Успенская церковь. В 1876 г. в селе появляется первая земская школа, вторая в 1903 г. Также существовала церковно-приходская школа. В 1915 г. при здании народного дома по инициативе сельчан была открыта библиотека.
С утверждением Советской власти в селе произошли многочисленные изменения. В 1928 г. появляется первая трудовая артель, а позднее колхозы (их было 3). В 1950 г. при укрупнении колхозов появляется единый колхоз им. В. И. Ленина, который существует и в наши дни.
С развалом СССР ситуация стала ухудшаться. В настоящее время в колхозе им. В. И. Ленина работает 45 колхозников, 11 из которых входят в административный аппарат.